# 아서 D. 레빈슨
아서 D. 레빈슨(Arthur D. Levinson, 1950년 3월 31일~)은 미국의 사업가이며 현재 애플(2011~현재)의 회장이자 캘리코(알파벳 벤처)의 CEO이다. 그는 제넨테크(Genentech)의 전 CEO(1995~2009)이자 회장(1999~2014)이다.
애플(2000~현재) 이사회에 재직하는 것 외에도 브로드 인스티튜트(Broad Institute, 즉 MIT 및 하버드와 연계)의 이사회에서도 재직하고 있다. 이전에 레빈슨은 F. 호프만 라 로슈(2010~2014), NGM 바이오의약(NGM Biopharmaceuticals, 2009~2014) 및 아미리스 바이오테크놀로지스(Amyris Biotechnologies, 2009~2014)에서 이사회를 역임했다. 그는 현재 메모리얼 슬로건 케터링 암 센터(Memorial Sloan Kettering Cancer Center)의 과학 컨설턴트 이사회, 캘리포니아 정량 생명 과학 연구소(QB3)의 산업 자문 위원회, 프린스턴 대학 분자 생물학과의 자문 위원회 및 루이스 대학의 자문 위원회에서 활동하고 있다.